# Mahamuni Mayan
Le mahā-múni Mayan (மாமுனி Māmuṉi, du sanskrit signifiant « grand ascète ») ou encore Brahma-rishi Mayan est un héros prométhéen de la culture tamoule. Personnage central de diverses épopées de la tradition littéraire Sangam (le Silappatikaram, Manimekalai, et le Civaka Cintamani), il est fréquemment assimilé au roi des asura, le démon Maya (asura) (Mayasura) du Mahābhārata, inventeur légendaire des règles de l'architecture traditionnelle indienne (le Vastu Shastra).
Selon le professeur V. Ganapati Sthapati, directeur du College of Architecture & Sculpture, Mayan aurait été vénéré par Vyasa comme le Vishvakarma, le forgeron primordial adoré par la secte des Vishwabrahmin.
On lui attribue divers exploits, allant de la composition d'un « mantra primordial » à la construction de machines volantes. Selon la doctrine reçue du mysticisme nationaliste tamoul, le « Pranava Veda » de Mayan serait une transcription fidèle du Tamil Veda originel, composé il y a 10 000 ans au Kumari Kandam, et les Vedas hindous n’en seraient que des extrapolations.
On attribue encore à Mayan la paternité du Surya Siddhanta, et d'un traité (perdu) de grammaire sanskrite, l’Aintiram.

« L'inventeur de tous ces anciens savoirs est un certain Mayasura, de la tribu de ceux qui édifièrent la mayasabha du Mahabharata. Mais il vécut à l'époque du Ramayana, il y a 16 000 ans. Il fut le père de Mandodari et le beau-père de Ravana. Une de ses nièces était Sita, qui avait épousé Rama et par erreur il déclencha la guerre. Il était passé maître en plusieurs disciplines, dont la vastu shastra, la Jyotirganita-Surya Siddhanta, l’Aintiram... la géographie, la physique, le principe Brahma, le yoga shastra etc. Ses contributions à l'esthétique étaient fort prisées du défunt Pr. [Surendra] Barlinge. »

— R. R. Karnik, Deccan Herald (29 septembre 2003)
Les mystiques nationalistes tamouls, tenants du mythe du continent perdu de Kumari Kandam, voient dans la « tradition Mayan » l'origine de toutes les grandes civilisations humaines, y compris la civilisation Maya.

## Voir également
- Kumari Kandam
- Purisme linguistique